# Petro Czerwiń
Petro Stepanowycz Czerwiń, ukr. Петро Степанович Червінь, ros. Петр Степанович Червин, Piotr Stiepanowicz Czerwin (ur. 9 lutego 1960 we wsi Łahodów, w obwodzie lwowskim) – ukraiński piłkarz, grający na pozycji pomocnika, trener piłkarski.

## Kariera piłkarska

### Kariera klubowa
Rozpoczął karierę piłkarską w klubie Nywa Tarnopol, a zakończył w amatorskiej drużynie Zoria Chorostków.

## Kariera trenerska
Po zakończeniu kariery zawodniczej rozpoczął pracę trenerską. Najpierw trenował amatorskie zespoły w obwodzie tarnopolskim - Nywa Brzeżany, Krystał Czortków, Kołos Nowosiłka i Łysonia Brzeżany. W lipcu 2006 został zaproszony na stanowisko głównego trenera Nywy Tarnopol, z którym pracował do maja 2007 roku., a potem pracował w sztabie szkoleniowym Nywy. W lipcu 2011 ponownie objął stanowisko głównego trenera Nywy Tarnopol. 12 września 2011 przez niezadowalające wyniki został zwolniony z zajmowanego stanowiska.